# Sielma (przystanek kolejowy)
Sielma (ros. Сельма) – przystanek kolejowy w Królewcu, w obwodzie królewieckim, w Rosji. Położony jest na linii Królewiec – Pionierskij – Swietłogorsk.